# Exponenciální rovnice
Exponenciální rovnice má neznámou v exponentu (mocniteli). 

Příklad exponenciální rovnice:
{\displaystyle 2^{3-x}=4^{2-x}}

## Řešení exponenciální rovnice

### Stejné základy
V případě, že máme na obou stranách stejné základy mocniny (mocněnce), jde o nejjednodušší způsob řešení exponenciální rovnice.
Příklad tohoto typu exponenciální rovnice a jejího řešení:
1. {\displaystyle 2^{3-x}=4^{2-x}}
2. Základ 4 se dá napsat jako {\displaystyle 2^{2}}
{\displaystyle 2^{3-x}=2^{2(2-x)}}
3. Nyní máme stejné základy na obou stranách rovnice, takže to lze napsat následovně:
{\displaystyle 3-x=2(2-x)}
4. Nyní to budeme řešit jako lineární rovnici:
{\displaystyle 3-x=4-2x}
5. {\displaystyle -x+2x=4-3}
6. {\displaystyle x=1}
Tím je vyřešená jednoduchá exponenciální rovnice pomocí stejného základu.

### Logaritmování
V případě, že nemáme mít na obou stranách stejné základy, se rovnice řeší zlogaritmováním.
Příklad tohoto typu exponenciální rovnice a jejího řešení:
1. {\displaystyle 2^{3-x}=4^{2-x}}
2. Zlogaritmujeme rovnici:
{\displaystyle \log 2^{3-x}=\log 4^{2-x}}
3. Využijeme větu o logaritmech – přesuneme exponenty před logaritmus:
{\displaystyle (3-x)\cdot \log 2=(2-x)\cdot \log 4}
4. Vynásobíme závorky s logaritmem:
{\displaystyle 3\cdot \log 2-x\cdot \log 2=2\cdot \log 4-x\cdot \log 4}
5. Výrazy s neznámou x osamostatníme na jednu stranu rovnice:
{\displaystyle -x\cdot \log 2+x\cdot \log 4=2\cdot \log 4-3\cdot \log 2}
6. Vytkneme x:
{\displaystyle x\cdot (-\log 2+\log 4)=2\cdot \log 4-3\cdot \log 2}
7. Připravíme si rovnici k vyřešení a dopočítáme:
{\displaystyle x={\frac {2\cdot \log 4-3\cdot \log 2}{-\log 2+\log 4}}={\frac {\log 4^{2}-\log 2^{3}}{-\log 2+\log 4}}={\frac {\log 16-\log 8}{-\log 2+\log 4}}}
8. Řešení rovnice je:
{\displaystyle x=1}
Tím je vyřešená jednoduchá exponenciální rovnice pomocí logaritmu.

### Substituce
Řešit exponenciální rovnici lze také pomocí substituce.
Příklad postupu řešení:
1. {\displaystyle 2^{2x}+2^{x}-6=0}
2. Zavedeme substituci {\displaystyle a=2^{x}}:
{\displaystyle a^{2}+a-6=0}
3. Vypočítáme kvadratickou rovnici:
{\displaystyle a_{1,2}={\frac {-b\pm {\sqrt {b^{2}-4ac}}}{2a}}={\frac {-1\pm {\sqrt {1^{2}-4\cdot 1\cdot (-6)}}}{2\cdot 1}}={\frac {-1\pm {\sqrt {25}}}{2}}={\frac {-1\pm 5}{2}}}

{\displaystyle a_{1}={\frac {-1+5}{2}}={\frac {4}{2}}=2}

{\displaystyle a_{2}={\frac {-1-5}{2}}={\frac {-6}{2}}=-3}
4. Nyní si můžeme napsat 2 rovnice:
  1. {\displaystyle 2=2^{x}}
  2. {\displaystyle -3=2^{x}}
5. Vyřešíme obě rovnice:
  1. {\displaystyle 2=2^{x}}
    1. Rovnici budeme řešit pomocí stejného základu (lze to i zlogaritmovat), číslo {\displaystyle 2} se dá napsat jako {\displaystyle 2^{1}}:
{\displaystyle 2^{1}=2^{x}}
    2. {\displaystyle 1=x}
    3. Výsledek je:
{\displaystyle x=1}
Tím je vyřešená jednoduchá exponenciální rovnice pomocí substituce.

  2. {\displaystyle -3=2^{x}}
Rovnici bychom řešili pomocí logaritmu, ale zde to nejde, protože logaritmus záporného nelze řešit.